# Автошлях Т 0619
Автошля́х Т 0619 — автомобільний шлях територіального значення у Житомирській області. Має назву Овруцьке напівкільце. Відгалужується на північному в'їзді до міста від М21 і оминає Овруч зі сходу, знову з'єднуючись із М21 на південній околиці. Загальна довжина — 7,5 км.

## Маршрут
Автошлях проходить через такі населені пункти:
| Автошлях Т 0619     |        |
| Житомирська область |        |
| Коростенський район |        |
| Овруч               | М21    |
| Радчиці             | Р02    |
| Підруддя            | Т 0608 |
| Овруч               | Р02    |